# Zygaenosia immaculata
Zygaenosia immaculata là một loài bướm đêm thuộc phân họ Arctiinae, họ Erebidae.